# Ramirás
Ramirás és un municipi de la província d'Ourense a Galícia. Pertany a la comarca d'A Terra de Celanova.
| 5.806            | 5.147 | 5.132 | 2.046 |
| Fonts: INE i IGE |       |       |       |